# El conde (película)
El conde es una película de comedia negra y terror chilena de 2023 dirigida por Pablo Larraín y escrita por Larraín y Guillermo Calderón, protagonizada por Jaime Vadell, Gloria Münchmeyer, Alfredo Castro y Paula Luchsinger. La película presenta a Augusto Pinochet como un vampiro de 250 años que busca su propia muerte.
Se estrenó en Netflix el 15 de septiembre de 2023, cuatro días después de la conmemoración de los 50 años del golpe de Estado de 1973, en el que Pinochet tomó el poder. La película recibió una nominación en los Premios Oscar en la categoría de Mejor Fotografía.

## Sinopsis
Augusto Pinochet nunca murió, pues es un vampiro que tras 250 años decide morir una vez por todas por su complicada situación familiar y por la deshonra de su figura (le molesta que lo acusen de ladrón y no de asesino).
Durante el film, una voz en off en inglés, va contando la historia de cómo el conde realiza su periplo durante sus 250 años de existencia, que es una voz de mujer y que, por su timbre, es idéntica a la de la ex primer ministro británica Margaret Thatcher, amiga incondicional de Pinochet en la vida real.

## Reparto
Participaron en esta película:
- Jaime Vadell como Augusto Pinochet
- Gloria Münchmeyer como Lucía Hiriart
- Paula Luchsinger como Carmen
- Alfredo Castro como Forydor Krassnoff
- Stella Gonet como Margaret Thatcher
- Catalina Guerra como Luciana Pinochet
- Amparo Noguera como Mercedes Pinochet
- Antonia Zegers como Jacinta Pinochet
- Marcial Tagle como Aníbal Pinochet
- Diego Muñoz como Manuel Pinochet
- Clemente Rodríguez como Claude Pinoche
- Rosario Zamora como sor Alberta
- Marcelo Alonso como Strigoi
- Jaime McManus como el cardenal
- Patricia Rivadeneira como mujer de clase alta
- Alessandra Guerzoni como prostituta
- Aldo Parodi como sacerdote
- Mateo Iribarren como verdugo
- Francisca Walker como María Antonieta
- Eyal Meyer como rugbista

## Producción
La fotografía principal inició el 24 de junio de 2022.

## Lanzamiento
El conde se estrenó en la 80.ª edición del Festival Internacional de Cine de Venecia el 30 de agosto de 2023, y su estreno limitado se programó para el 7 de septiembre de 2023 en salas chilenas y argentinas, para luego estrenarse a nivel mundial el 15 de septiembre de 2023 en Netflix.

## Recepción

### Recepción crítica
En el sitio web de agregador de reseñas Rotten Tomatoes, El conde tiene un índice de aprobación del 88 %, basado en 32 reseñas de críticos con un promedio ponderado de 6,8/10. En Metacritic, la película tiene una puntuación media ponderada de 71 sobre 100, basada en 14 críticas, lo que indica “críticas generalmente favorables”.

### Premios y nominaciones
| Año  | Festival                                  | Premio        | Categoría      | Nominados                          | Resultado | Ref.   |
| ---- | ----------------------------------------- | ------------- | -------------- | ---------------------------------- | --------- | ------ |
| 2023 | Festival Internacional de Cine de Venecia | Premio Osella | Mejor guion    | Guillermo Calderón y Pablo Larraín | Ganadores | [ 18 ] |
| 2023 | Festival Internacional de Cine de Venecia | León de Oro   | Mejor película | Pablo Larraín                      | Nominada  | [ 19 ] |